# Oleksandr Tymchyk
Olexandr Vassyliovytch Tymtchyk (en ukrainien : Олександр Васильович Тимчик), né le 20 janvier 1997 à Kryklyvets en Ukraine, est un footballeur international ukrainien évoluant au poste d'arrière droit au Dynamo Kiev.

## Biographie

### En club
Natif de Kryklyvets en Ukraine, Olexandr Tymtchyk est formé au Dynamo Kiev. Il fait ses débuts en professionnel le 26 octobre 2016, lors d'une rencontre de Coupe d'Ukraine face au Zorya Louhansk. Il est titularisé lors de cette rencontre, qui voit son équipe s'imposer après prolongations sur le score de cinq buts à deux.
Le 18 juillet 2017, il est prêté au Stal Kamianske jusqu'à la fin de l'année.
Le 23 décembre 2017, Olexandr Tymtchyk est prêté avec son coéquipier Bohdan Mykhaïlytchenko au Zorya Louhansk. Il fait ensuite son retour au Dynamo.
Le 29 septembre 2021, Tymchyk joue son premier match de Ligue des champions, face au Bayern Munich. Son équipe est battue par cinq buts à zéro ce jour-là.

### En sélection
Oleksandr Tymchyk représente l'équipe d'Ukraine des moins de 17 ans. Il joue neuf matchs avec cette sélection entre 2013 et 2014.
Olexandr Tymtchyk honore sa première sélection avec l'équipe nationale d'Ukraine le 3 septembre 2020 face à la Suisse. Il est titulaire au poste d'arrière droit et se distingue en délivrant une passe décisive pour Andri Iarmolenko sur l'ouverture du score. La rencontre se solde par la victoire des Ukrainiens (2-1).
Olexandr Tymtchyk est retenu par le sélectionneur de l'Ukraine, Andri Chevtchenko, dans la liste des 26 joueurs pour participer à l'Euro 2020,.
Le 24 septembre 2022, Olexandr marque son premier but en sélection contre l'Arménie durant la victoire 0-5 de l'Ukraine et offre également une passe décisive à son coéquipier Olexandr Zoubkov.
En mai 2024, il fait partie de la liste des 26 joueurs convoqués par Serhiy Rebrov en vue de l'Euro 2024.